# Circocerus batrisioides
Circocerus batrisioides är en skalbaggsart som beskrevs av Victor Ivanovitsch Motschulsky 1856. Circocerus batrisioides ingår i släktet Circocerus och familjen kortvingar. Inga underarter finns listade i Catalogue of Life.
Arten förekommer i Nordamerika.